# Microsoft Office 2003
Microsoft Office 2003 is een versie van het kantoorsoftwarepakket Microsoft Office ontwikkeld door Microsoft voor Microsoft Windows en de opvolger van Microsoft Office XP. Op 30 november 2006 is het opgevolgd door Microsoft Office 2007. Op 17 november 2003 is Office 2003 op de markt gekomen. Deze versie heeft een nieuw logo, en een gebruikersinterface die zich aanpast aan het thema van de computer. De programma's InfoPath en OneNote maakten hun debuut in deze versie van Microsoft Office.

## Functionaliteit
De programma's Word, Excel, PowerPoint en Access hebben alleen kleine verbeteringen op gebied van veiligheid, gebruikersvriendelijkheid en functionaliteit. Outlook 2003 heeft daarentegen een complete facelift ondergaan en talloze nieuwe functies gekregen, waaronder een filter voor ongewenste e-mail. Ook is er support voor tablet en pen.
Office 2003 is de laatste versie die een normale menubalk met talloze knoppen bevat. Ook is dit de laatste versie die de Office-assistent bevat.

## Programma's
Alle programma's die in Microsoft Office 2003 inbegrepen kunnen zijn (afhankelijk van de versie):
- Microsoft Office Word
- Microsoft Office Excel
- Microsoft Office PowerPoint
- Microsoft Office Outlook
- Microsoft Office Publisher
- Microsoft Office Access
- Microsoft Office InfoPath
- Microsoft Office OneNote
- Microsoft Office Visio
- Microsoft Office FrontPage
- Microsoft Office Project

## Edities
| Office-programma's | Basic | Student And Teacher Edition | Standard | Small Business                    | Professional Edition              | Professional Enterprise Edition   |
| ------------------ | ----- | --------------------------- | -------- | --------------------------------- | --------------------------------- | --------------------------------- |
| Word               | Ja    | Ja                          | Ja       | Ja                                | Ja                                | Ja                                |
| Excel              | Ja    | Ja                          | Ja       | Ja                                | Ja                                | Ja                                |
| Outlook            | Ja    | Ja                          | Ja       | Ja met · Business Contact Manager | Ja met · Business Contact Manager | Ja met · Business Contact Manager |
| PowerPoint         | Nee   | Ja                          | Ja       | Ja                                | Ja                                | Ja                                |
| Publisher          | Nee   | Nee                         | Nee      | Ja                                | Ja                                | Ja                                |
| Access             | Nee   | Nee                         | Nee      | Nee                               | Ja                                | Ja                                |
| InfoPath           | Nee   | Nee                         | Nee      | Nee                               | Nee                               | Ja                                |